# Museu francès de Fotografia

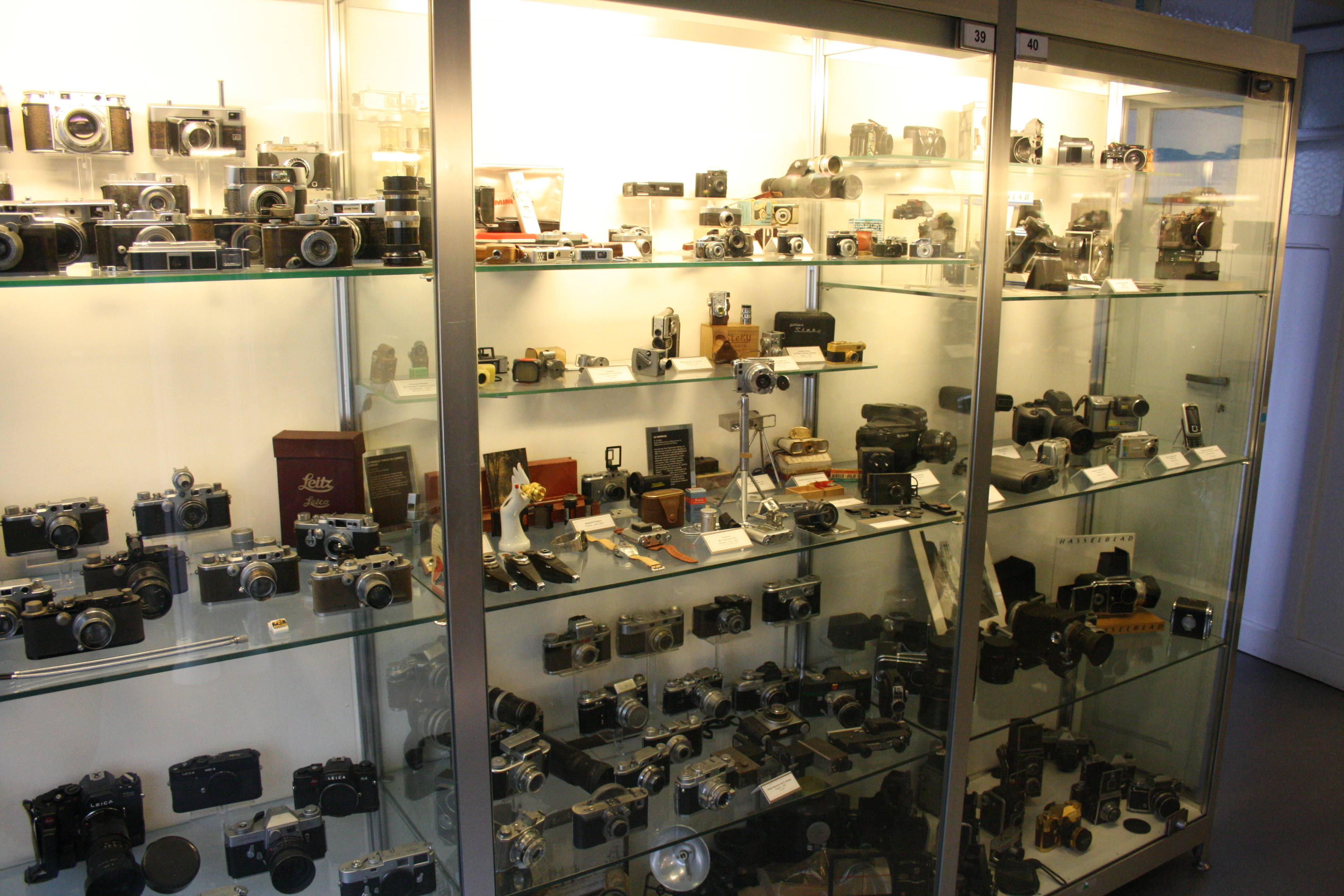
Aparells fotogràfics dins el museu.

El Museu francès de Fotografia (en francès: Musée français de la photographie) és un museu especialitzat en fotografia francesa fundat el 1964 i situat en la comunitat de Bièvres (Essonne) en la regió de l'Illa de França.

## Història
El museu va sorgir com una iniciativa de l'associació fotogràfica local, el Photo-club du Val de Bièvres, per al que va comptar amb un local de l'ajuntament el 1964. El començament va ser la col·lecció de fotografies que havien anat recopilant des de 1950 Jean Fage i el seu fill André.
Des del 22 de gener de 1968 va assumir la seva gestió el ministeri de cultura i el 1972 el Consell general va adquirir la propietat de Val Profond que és la seu actual del museu i consta de tres-cents metres quadrats construïts, envoltats d'un parc de cinc mil metres quadrats. Encara que entre 1973 i 1974 va ser gestionat per l'associació anomenada Musée Français de la Photographie continua pertanyent al ministeri de cultura. Des de 2002 compte amb la consideració de «Museu de França».

## Col·lecció
Disposa d'una important col·lecció de càmeres fotogràfiques i una ingent quantitat de fotografies antigues i contemporànies que han estat el fruit de diverses donacions. Completa les seves instal·lacions amb una biblioteca i un fons documental força complet.
A la seva exposició permanent es poden contemplar daguerreotips i unes dues mil cinc-centes peces dels equips fotogràfics utilitzats des del segle xviii fins als nostres dies.

Alguns exemples d'aparells fotogràfics del museu
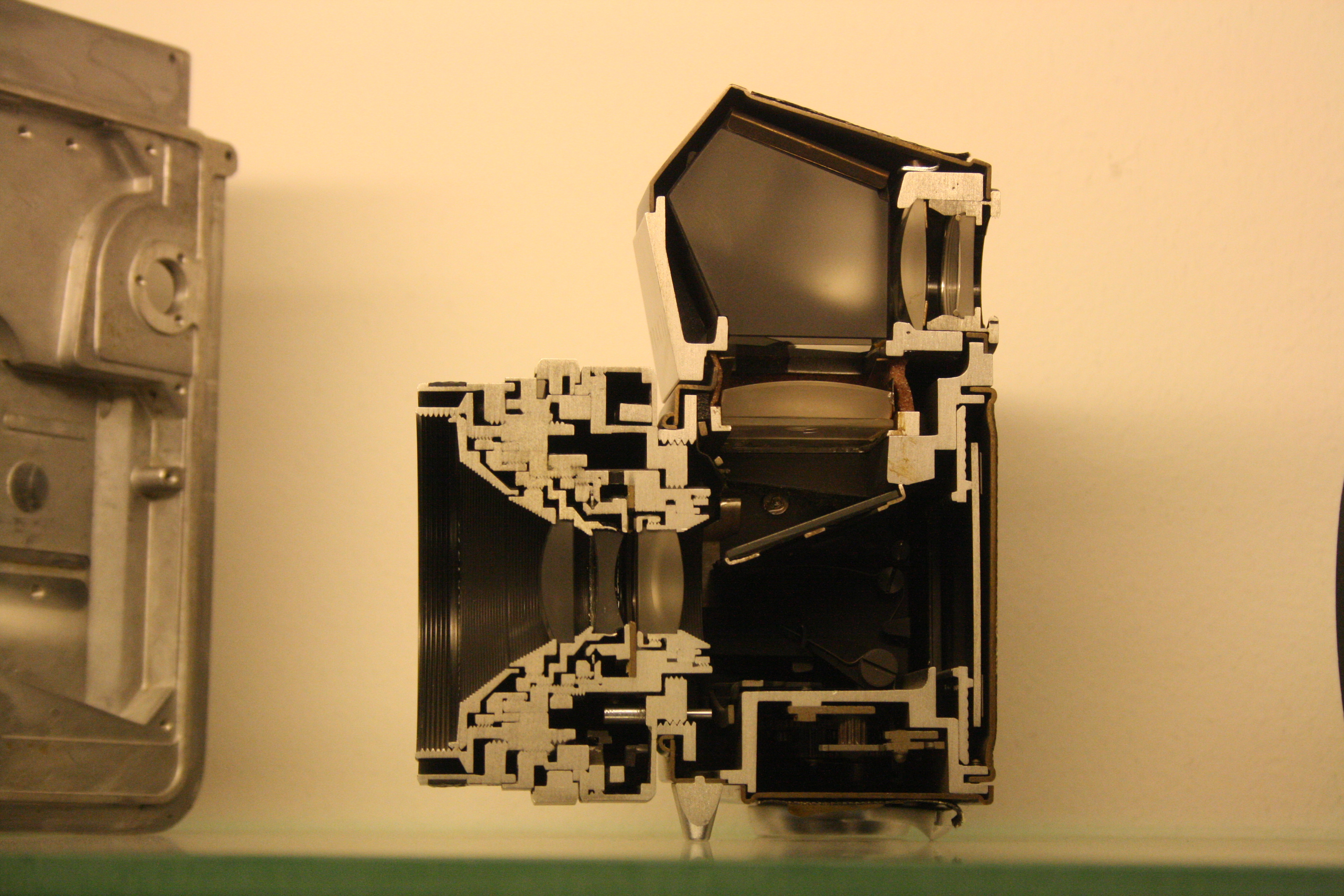
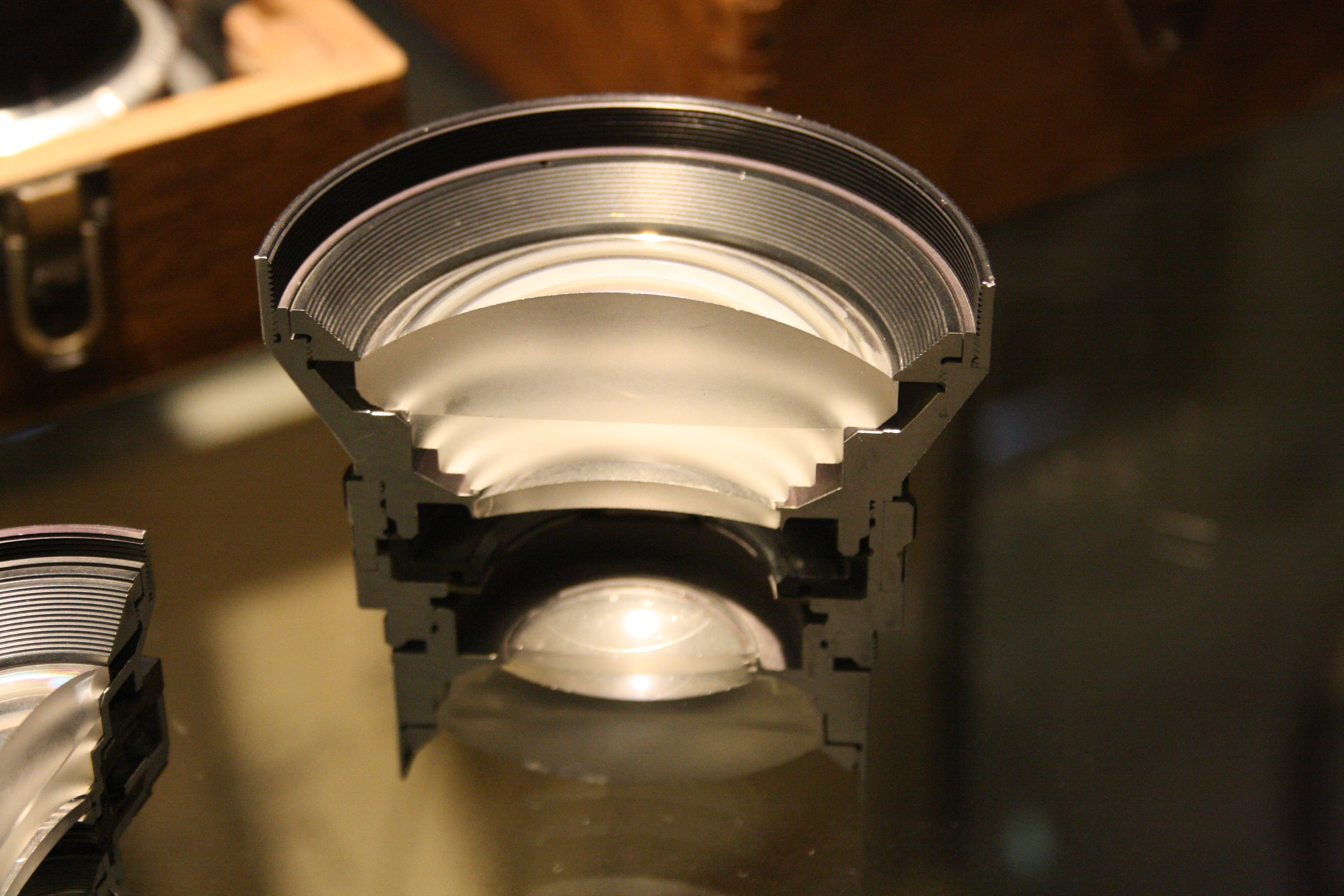
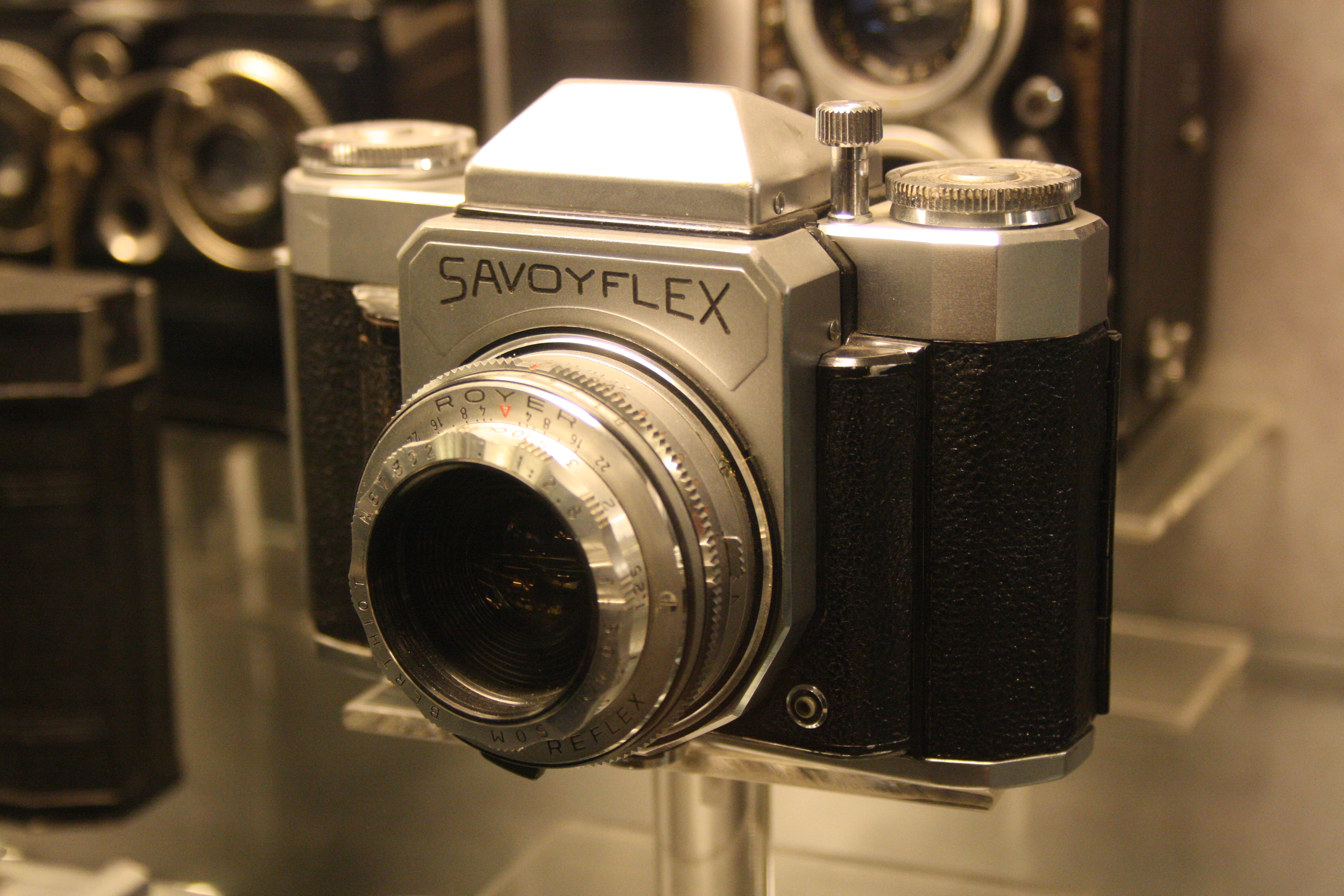
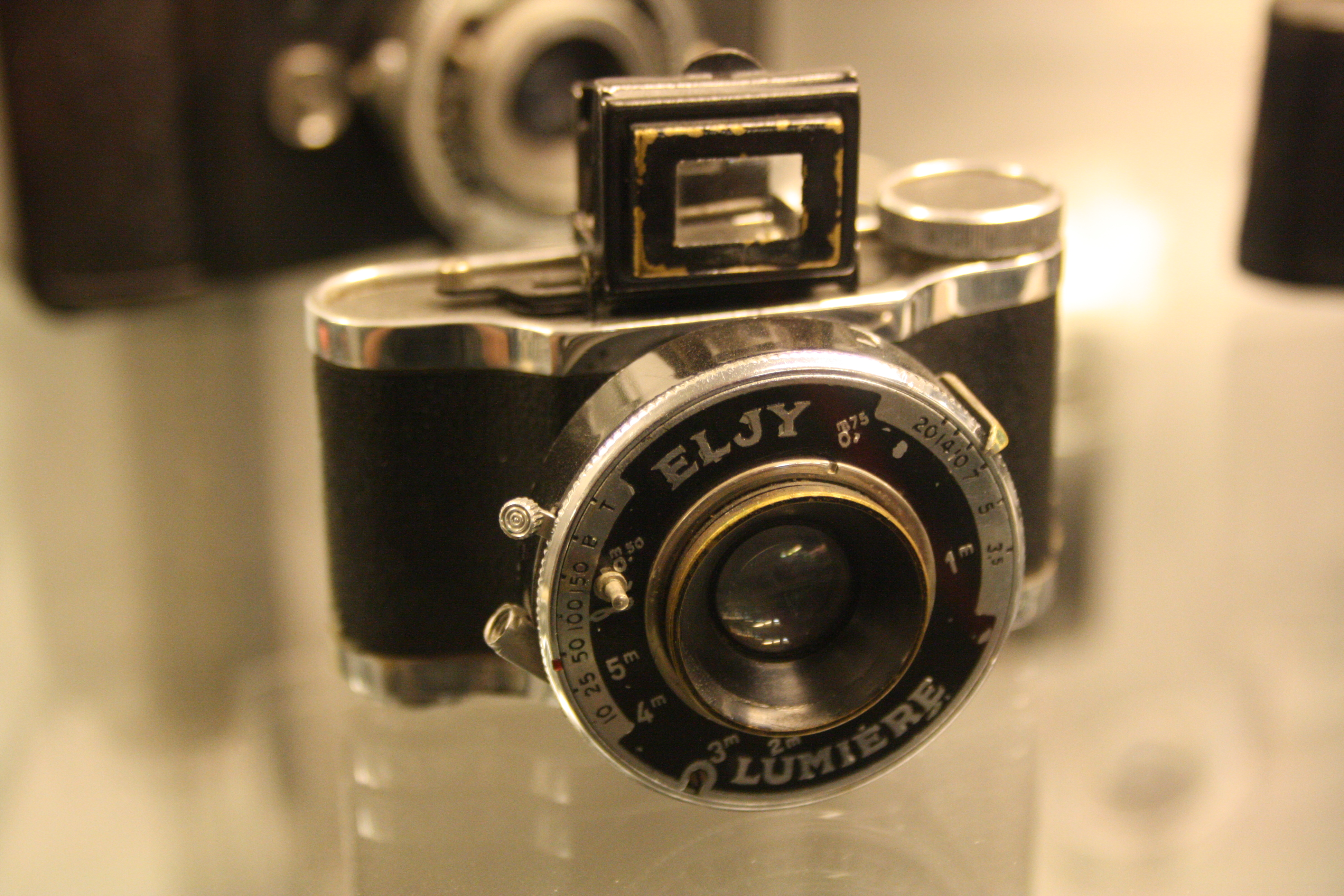
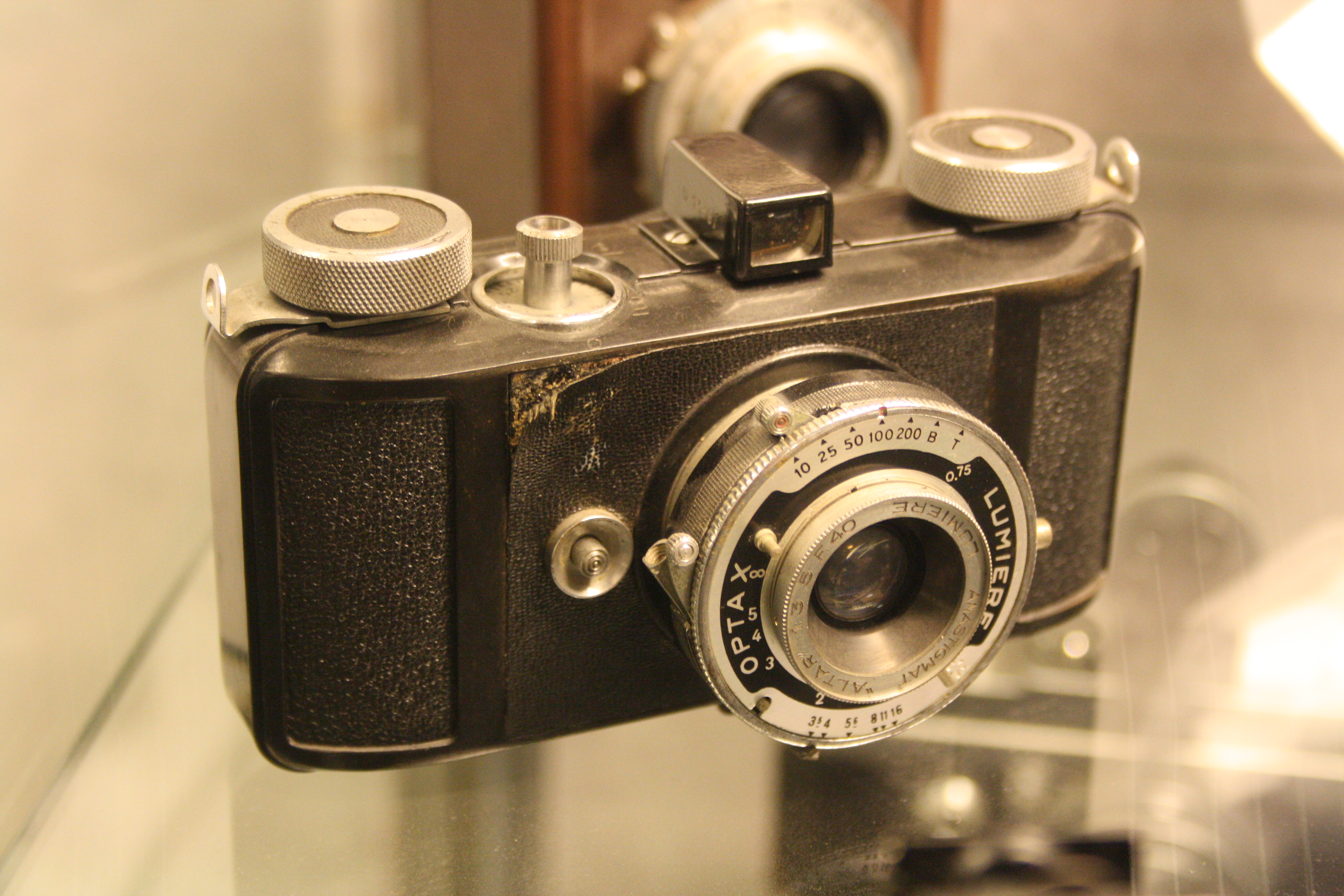
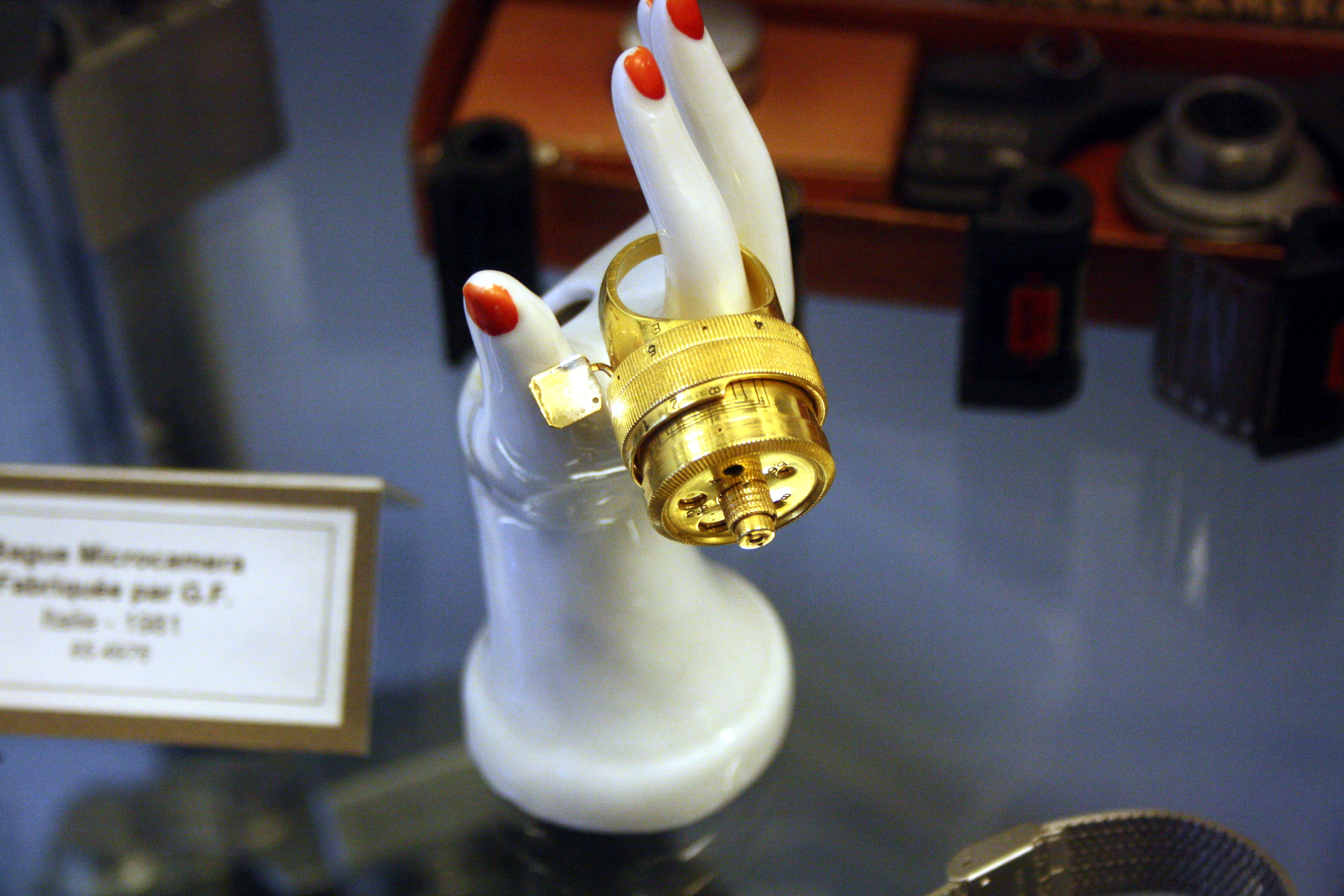